# 双盾木叉丝壳
双盾木叉丝壳（学名：Microsphaera dipeltae）是属于白粉菌目白粉菌科叉丝壳属的一种真菌，寄生在忍冬科植物上。该种分布于中国。